# Championnats d'Europe de gymnastique rythmique 1980
Navigation
Édition précédente Édition suivante
Les championnats d'Europe de gymnastique rythmique 1980, deuxième édition des championnats d'Europe de gymnastique rythmique, ont eu lieu du 24 octobre 1980 au 26 octobre 1980 à Amsterdam, aux Pays-Bas.

## Médaillées
| Épreuve                      | Or                                      | Argent               | Bronze                  |
| ---------------------------- | --------------------------------------- | -------------------- | ----------------------- |
| Finales individuelles senior |                                         |                      |                         |
| Concours général individuel  | Iliana Raeva (BUL)                      | Lilia Ignatova (BUL) | Inessa Lissovskja (URS) |
| Corde                        | Iliana Raeva (BUL)                      | Elena Tomas (URS)    | Daniela Bošanská (TCH)  |
| Cerceau                      | Iliana Raeva (BUL)                      | Lilia Ignatova (BUL) | Carmen Rischer (FRG)    |
| Massues                      | Lilia Ignatova (BUL) Iliana Raeva (BUL) | Non décernée         | Inessa Lissovskja (URS) |
| Ruban                        | Lilia Ignatova (BUL)                    | Iliana Raeva (BUL)   | Inessa Lissovskja (URS) |
| Finales en groupe senior     |                                         |                      |                         |
| Concours général en groupe   | Bulgarie                                | Union soviétique     | Tchécoslovaquie         |